# Gjønavatnet
Gjønavatnet es un lago del municipio de Fusa en la provincia de Hordaland, Noruega. Tiene una superficie de 2,86 km² y está al este de Holdhus y al norte del lago Skogseidvatnet.